# Holzmichl (Dorfen)
Holzmichl ist ein Gemeindeteil der Stadt Dorfen im oberbayerischen Landkreis Erding.

## Lage
Die Einöde Holzmichl liegt sechs Kilometer nordöstlich von Dorfen und vier Kilometer südöstlich von Buchbach.

## Bevölkerungsentwicklung
Um 1871 gab es in Holzmichl sieben Einwohner. Im Mai 1987 lebten dort vier Einwohner in einem Wohngebäude.
| Jahr      | 1871 | 1925 | 1950 | 1970 | 1987 |
| Einwohner | 7    | 13   | 11   | 7    | 4    |